# الشركة العامة للملاحات التونسية
الشركة العامة للملاحات التونسية واختصارا كوتوزال (بالفرنسية: Compagnie Générale des Salines de Tunisie أو COTUSAL)‏ هي شركة تونسية ذات رأس مال أجنبي وهي فرع لمجموعة سالان الفرنسية، تأسست في 3 أكتوبر 1949 وتشتغل في مجال استخراج ملح البحر في تونس.

تعتبر الشركة أهم شركة تعمل في هذا المجال في تونس حيث تستحوذ على 70% من السوق المحلية، بينما الجزء الأكبر من إنتاجها موجه للتصدير. ترجع اتفاقية استغلال الملح من قبل فرنسا إلى سنة 1949 عندما كانت تونس تحت الإستعمار الفرنسي، وبمقتضى هاته الاتفاقية، تتمتع الشركة بامتياز كبير وهو استغلال الملح بسعر رمزي وهو فرنك فرنسي واحد في السنة للهكتار. 

قرر رئيس الحكومة التونسية يوسف الشاهد في 27 فبراير 2019 عدم تمديد الاتفاقية، وبذلك ينتهي مفعولها في 2029.

## التاريخ

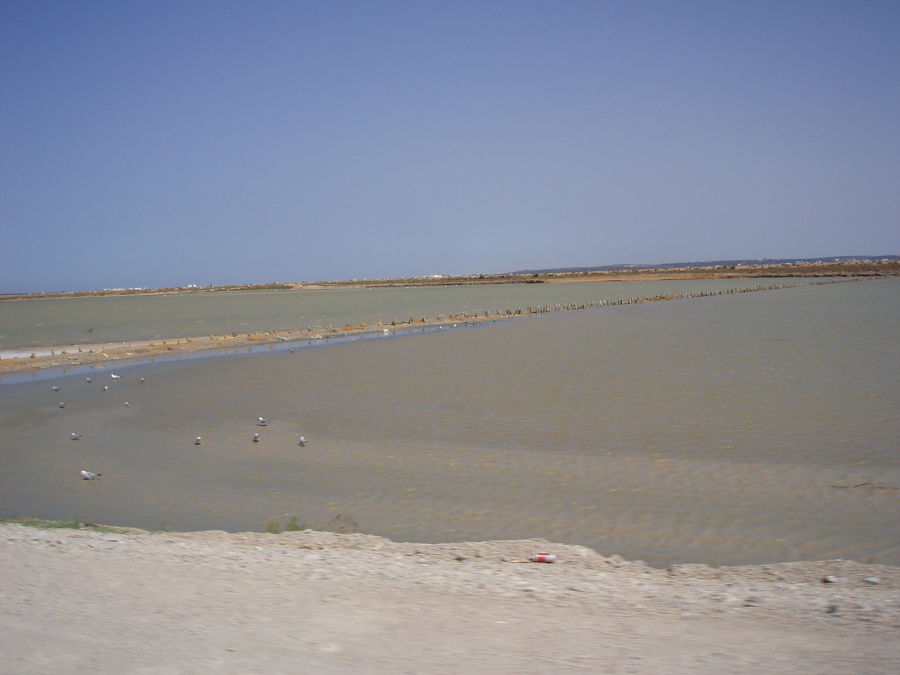
ملاحات الساحلين.

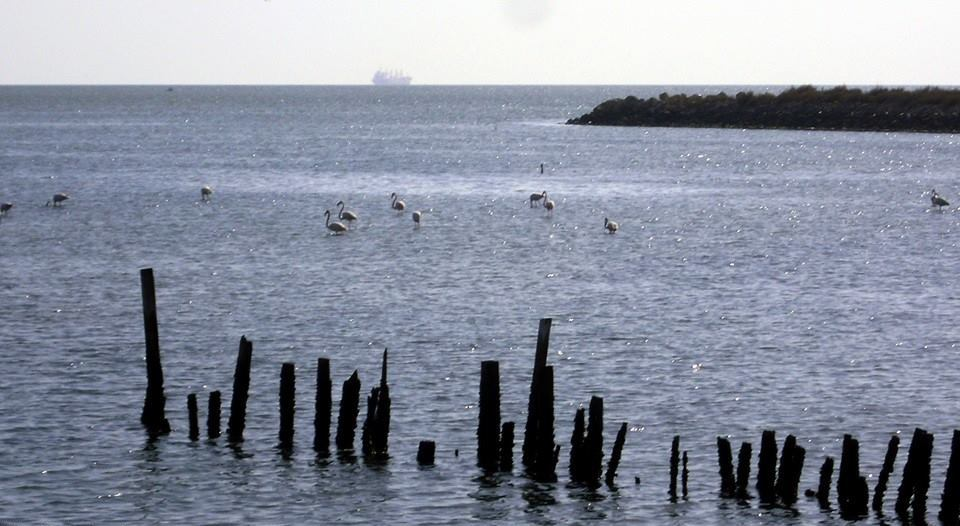
ملاحات طينة.

تأسيس كوتوزال في 1949 كان نتيجة اندماج أربع شركات كانت تدير ملاحات خنيس وسيدي سالم وطينة ومقرين، ولكن ملاحة خنيس يعود تأسيسها لسنة 1903.

أثناء الإستعمار الفرنسي، وقعت الحكومة التونسية والحكومة الفرنسية اتفاقية في 3 أكتوبر 1949 تتولى بمقتضاه هذه الشركة استخراج ملح البحر من ثلاثة ملاحات تونسية منهما ملاحات طينة والساحلين ثم ملاحة جرجيس التي تأسست في 1993 على سبخة المالح. تم توقيع ثلاثة ملاحيق في 1969 و1972 و1974. بقيت كوتوزال المستغل الوحيد لقطاع الملح في تونس حتى 1994.

الكوتوزال هي شركة ذات رأس مال أجنبي وهي فرع لمجموعة سالان الفرنسية ومسموح لها باستغلال ملك عمومي بحري، و65% من رأس مالها فرنسي، بينما تتوزع ال35% المتبقية على أشخاص وشركات تونسية منهم البنك التونسي والشركة التونسية للبنك وتأمينات كارت والبنك الوطني الفلاحي وشركة البنيان.

وضعت الشركة منذ 1999 خطة نظام إدارة مكنتها من الحصول على أيزو 9001 في نسخة 2008 و2015.

تدوم الإتفاقية لمدة 50 سنة بعد توقيعها في 3 أكتوبر 1949 بين الحكومتين، وتنص على أن تمدد آليا لمدة 15 سنة إذا لم يطلب أحد الطرفين إبطالها قبل 10 سنوات من انتهاء فترة التمديد، لذلك تم تمديد الاتفاقية آليا في 1999 و2014. وقبل انتهاء فترة التمديد بعشرة سنوات، قرر رئيس الحكومة التونسية يوسف الشاهد في 27 فبراير 2019 عدم تمديدها، وبذلك ينتهي مفعولها في 2029.

## الإنتاج

### المنتجات
العلامة الأساسية التي تنتجها الشركة هي Le Flamant وهو ملح طعام في شكل أكياس وإسطوانات للإستخدام اليومي العادي، وأملاح أخرى مخصصة للصناعات الغذائية، وأخرى للصناعات المختلفة (تغذية الماشية، التمليح، الأدوية، الدباغة والأعلاف والجلود، تنقية المياه، الصناعات البترولية).

### معطيات إنتاجية
لدى الشركة ثلاثة ملاحات:
- ملاحة الساحلين في سوسة: تمتد على أكثر من 1100 هكتار وتنتج حوالي 125 ألف طن ملح في السنة.
- ملاحة طينة في صفاقس: تمتد على أكثر من 1700 هكتار وتنتج حوالي 300 ألف طن ملح في السنة، إلى جانب 30 ألف طن من مياه الكلوريد في السنة.
- ملاحة جرجيس: أسست في 1993 على سبخة المالح، وتنتج أكثر من 500 ألف طن في السنة.

| عنوان العمود   | 2014       | 2017               |
| -------------- | ---------- | ------------------ |
| السوق المحلية  | 000 120 طن | أكثر من 000 125 طن |
| التصدير        | 000 750 طن | أكثر من 000 700 طن |
| الإنتاج الجملي | 000 900 طن | 000 000 1 طن       |

## الإنجازات
يذكر أن شركة كوتوزال قامت بعدة ابتكارات ومشاريع في مجال الملح في تونس، مثل إضافة مادة اليود للملح الغذائي لمكافحة مرض تضخم الغدة الدرقية (بالتعاون مع منظمة الصحة العالمية وبرنامج الأمم المتحدة الإنمائي في الدول العربية ووزارة الصحة)، ودعم إنتاج الإبسوميت والكارناليت، إلى جانب المساهمة في المحافظة على عدة مناطق طبيعية تحت ملكيتها، الأمر الذي سرع عملية تصنيفها ككمواقع رامسار (مناطق رطبة طبيعية ذات قيمة بيئية وإيكولوجية على المستوى الدولي)، وأخيرا تزويد مناطق الشمال الغربي التونسي بملح تذويب الثلوج مجانا للمساهمة في مجابهة الظواهر الطبيعية.

## روابط خارجية
- الموقع الرسمي للشركة.